# Фергюсон, Приа
Приа Николь Фергюсон (англ. Priah Nicole Ferguson;род. 1 октября 2006, Атланта) — американская актриса, наиболее известная по роли Эрики Синклер в телесериале Netflix «Очень странные дела».

## Биография
Фергюсон родилась 1 октября 2006 года в Атланте, Джорджия, в семье дизайнеров Джона и Аджуа Фергюсон. У неё есть младшая сестра по имени Джайда, которая увлекается искусством.
Фергюсон посещает государственную школу и является членом группы поддержки. В свободное время она любит играть в боулинг или посещать волейбольные матчи своей младшей сестры. У неё также есть домашние животные пудель и бородатая агама.
В 2019 году Фергюсон сделал первый бросок в бейсбольном матче между «Питтсбург Пайрэтс» и «Сан-Диего Падрес». В 2022 году Фергюсон сотрудничал с ThreadUp с целью продвижения секонд-хенда.

## Благотворительность
В 2015 году Фергюсон была выбрана в качестве представителя United Way of Atlanta.

## Карьера
На начало актёрской карьеры Фергюсон вдохновили фильмы «Круклин» и «Папина дочка». Кинодебют состоялся в 2015 году, юная актриса снялась в короткометражном фильме «Сладкая вода». В том же году актриса появилась в телефильме «Перфектвиль», где исполнила роль второго плана. В 2016 году она появилась в двух эпизодах телесериала «Браун и его друзья», «Кофе со сливками», короткометражке «Бог из машины» и эпизоде телесериала «Атланта». В 2017 году Фергюсон снялась в эпизодической роли Эрики Синклер в сериале «Очень странные дела», а в третьем сезоне шоу её персонаж стал одним из основных. Также в этом же году актриса появилась в фильме «Прекрасная жизнь Чарли» и короткометражке «Итог», а также эпизодических ролях в телесериале «Улица милосердия» и «Дивы дневного эфира». В 2018 году Фергюсон снялась в фильме «Присяга», а в 2019 году появилась в эпизоде сериала «Городской закон блефа». В 2022 году исполнила главную роль в короткометражке «Блеск - это не золото» и фильме «Проклятие Бридж-Холлоу», а также дебютировала как актриса озвучивания в мультсериале «Хомяк и Гретель». В 2023 году присоединилась к главному актёрскому составу мультсериала «Мой папа - охотник за инопланетянами» в качестве актрисы озвучивания. В 2024 году присоединилась к съемкам мультфильма «Кабу».

## Фильмография
| Год          |     | Русское название                     | Оригинальное название        | Роль          |
| ------------ | --- | ------------------------------------ | ---------------------------- | ------------- |
| 2015         | кор | Сладкая вода                         | Suga Water                   | юная Кай      |
| 2015         | тф  | Перфектвиль                          | Perfectville                 | Даня Блэк     |
| 2016         | с   | Браун и его друзья                   | BB Brown & Friends           | Джоджо        |
| 2016         | с   | Атланта                              | Atlanta                      | Азия          |
| 2016         | кор | Бог из машины                        | Deus ex Machina              | девочка       |
| 2016—2017    | с   | Кофе со сливками                     | Coffee X Cream               | Мишель        |
| 2017         | с   | Улица милосердия                     | Mercy Street                 | девочка       |
| 2017         | ф   | Прекрасная жизнь Чарли               | La Vie Magnifique De Charlie | юная Брэнди   |
| 2017         | с   | Дивы дневного эфира                  | Daytime Divas                | Фатима        |
| 2017         | кор | Итог                                 | Ends                         | Чарли         |
| 2017 — н. в. | с   | Очень странные дела                  | Stranger Things              | Эрика Синклер |
| 2018         | ф   | Присяга                              | The Oath                     | Харди Фонтейн |
| 2019         | с   | Городской закон блефа                | Bluff City Law               | Эрика         |
| 2022         | кор | Блеск - это не золото                | Glitter Ain't Gold           | Таванда       |
| 2022         | ф   | Проклятие Бридж-Холлоу               | The Curse of Bridge Hollow   | Сидни Гордон  |
| 2022 — н. в. | мс  | Хомяк и Гретель                      | Hamster & Gretel             | Бейли Картер  |
| 2023         | мс  | Мой папа - охотник за инопланетянами | My Dad the Bounty Hunter     | Лиза          |
|              | мф  | Кабу                                 | Kabu                         | Катрина       |

## Награды и номинации
| Год  | Награда                        | Категория                                       | Работа              | Результат | Примечания |
| ---- | ------------------------------ | ----------------------------------------------- | ------------------- | --------- | ---------- |
| 2020 | Премия Гильдии киноактёров США | Лучший актёрский состав в драматическом сериале | Очень странные дела | Номинация | [ 29 ]     |